# Hyda xanthorrhina
Hyda xanthorrhina är en fjärilsart som beskrevs av Herrich-Schäffer 1854. Hyda xanthorrhina ingår i släktet Hyda och familjen björnspinnare. Inga underarter finns listade i Catalogue of Life.